# Vincenzo Consolo
Vincenzo Consolo (Sant'Agata di Militello, 18 de fevereiro de 1933 - Milão, 21 de janeiro de 2012) foi um escritor siciliano. Consolo nasceu em Sant'Agata di Militello, mas residiu em Milão de 1969 até sua morte. Ele começou sua carreira literária em 1963, mas ganhou mais atenção em 1976 com Il sorriso dell'ignoto marinaio (O sorriso do marinheiro desconhecido) e se tornou um autor premiado.

## Trabalhos

### Romances e contos
- La ferita dell'aprile, romanzo, Milão, Mondadori, 1963; Turim, Einaudi, 1977; Mondadori 1989 (com introdução de Gian Carlo Ferretti).
- Per un po' d'erba ai limiti del feudo, racconto, in Narratori di Sicilia, editado por Leonardo Sciascia e S. Guglielmino, Milão, Mursia, 1967.
- Il sorriso dell'ignoto marinaio, romanzo, Turim, Einaudi, 1976; Milano, Mondadori, 1987 (com introdução de Cesare Segre).
- Un giorno come gli altri, racconto, in Racconti italiani del Novecento, editado por Enzo Siciliano, Milão, Mondadori, 1983.
- Lunaria, racconto, Turim, Einaudi, 1985; Milano, Mondadori, 1996.
- Retablo, romanzo, Palermo, Sellerio, 1987; Milano, Mondadori, 2000.
- Le pietre di Pantalica, racconti, Milão, Mondadori, 1988; 1990 (com introdução deGianni Turchetta).
- Catarsi, racconto, in Trittico, a cura di Antonio Di Grado e Giuseppe Lazzaro Danzuso, Catânia, Sanfilippo, 1989.
- Nottetempo, casa per casa, romanzo, Milão, Mondadori, 1992 Prêmio Strega; 1994 (com introdução de Antonio Franchini); Turim, Utet, 2006 (con prefazione di Giulio Ferroni).
- Fuga dall'Etna, Roma, Donzelli, 1993.
- Nerò metallicò, Genova, Il Melangolo, 1994; Roma, Gremese, 2009.
- L'olivo e l'olivastro, Milão, Mondadori, 1994.
- Lo spasimo di Palermo, Milão, Mondadori, 1998.
- Di qua dal faro, Milão, Mondadori, 1999.
- Il teatro del sole: racconti di Natale, Novara, Interlinea edizioni, 1999.
- Il viaggio di Odisseo (con Mario Nicolao), introdução de Maria Corti, Milão, Bompiani, 1999.
- La rovina di Siracusa racconto in Rappresentare il Mediterraneo. Lo sguardo italiano, Messina, Mesogea, 2000.
- Isole dolci del dio, Brescia, L'obliquo, 2002.
- Oratorio, Lecce, Manni, 2002.
- Il corteo di Dioniso, Roma, La Lepre edizioni, 2009.
- La mia isola è Las Vegas, a cura di Nicolò Messina, Milão, Mondadori, 2012.
- L'opera completa (contiene: La ferita dell'aprile, Il sorriso dell'ignoto marinaio, Lunaria, Retablo, Le pietre di Pantalica, Nottetempo, casa per casa, L'olivo e l'olivastro, Lo spasimo di Palermo, Di qua dal faro), editado e com ensaio introdutório de Gianni Turchetta, com texto de Cesare Segre, Collana I Meridiani, Mondadori, Milão, I ed. gennaio 2015, ISBN 978-88-04-64785-0.
- Mediterraneo. Viaggiatori e migranti, Roma, Edizioni dell’Asino, 2016.

### Poemas
- Accordi, Sant’Agata Di Militello (ME), Gaetano Zuccarello Editore, 2015.
- 4 liriche, Milão, Il ragazzo ingénuo, 2017.

### Ensaios
- Nfernu veru. Uomini e immagini dei paesi dello zolfo, Roma, Edizioni del Lavoro, 1985.
- La pesca del tonno in Sicilia, Palermo, Sellerio, 1986.
- Il barocco in Sicilia, Milão, Bompiani, 1991.
- Vedute dallo stretto di Messina, Palermo, Sellerio, 1993.
- I ritorni: conversazioni in Sicilia, Padova, Imprimitur, 1997.
- L’ora sospesa e altri scritti per artisti, a cura di Miguel Angel Cuevas, Valverde, Le Farfalle, 2018.

### Coleções de artigos de notícias
- Esercizi di cronaca, editado por Salvatore Grassia, com prefácio de Salvatore Silvano Nigro, Palermo, Sellerio, 2013.
- Cosa loro. Mafie tra cronaca e riflessione, editado por Nicolò Messina, Milão, Bompiani, 2018.

### Contribuições
- Prefácio a Carlo Levi, Le parole sono pietre, Turim, Einaudi, 1955.
- Introdução a Christophe Charle, Letteratura e potere, Palermo, Sellerio, 1979.
- Un castello di vigilia, post-fazione a Giovanni Verga, Le storie del castello di Trezza, Palermo, Sellerio, 1982.
- I nostri Natali perduti, in Antonino Buttitta (editado por), Il Natale, Palermo, Edizioni Guida, 1985.
- Prefácio a Basilio Reale, Sirene siciliane, Palermo, Sellerio, 1986.
- L'ulivo e la giara, in Omaggio a Pirandello, editado por Leonardo Sciascia, Milão, Bompiani, 1986.
- La Cocuzza, in Almanacco della Cometa, Roma, Edizioni della Cometa, 1986.
- Introdução a J. W. Goethe, Viaggio in Sicilia, Siracusa, Ediprint, 1987.
- Introdução a Nino Savarese, Storie di provincia, Palermo, Nuova Editrice Meridionale, 1988.
- Notas de Giuseppe Tornatore, Nuovo Cinema Paradiso, Palermo, Sellerio, 1990.
- Lo scrittore di pensiero, in Leonardo Sciascia, Quaderno, Palermo, Nem, 1991.
- Posfácio a Ġassān Kanāfanī, Uomini sotto il sole, Palermo, Sellerio, 1991.
- Introdução a Album Pirandello, a cura di Maria Luisa Aguirre D'Amico, Milão, Mondadori, 1992.
- Introdução a Maria Attanasio, Correva l'anno 1698 e nella città avvenne il fatto memorabile, Palermo, Sellerio, 1994.
- Releitura da coleção Fiabe siciliane di Laura Gonzenbach, Roma, Donzelli, 1999.
- Prefácio a Nino De Vita, Cutusìu, Mesogea, Messina 2001.
- Madre Coraggio, in Viaggio in Palestina, Roma, Nottetempo, 2003.
- Prefácio a Enzo Papa, La città dei fratelli, Roma-Siracusa, Lombardi editore, 2011.
- Prefácio de Le foto sul comò a Giovanni Garra Agosta, Verga Fotografo, Catânia, Giuseppe Maimone Editore, 1981, pp. 19–35.

### Entrevistas
- In fondo al mondo. Conversazione in Sicilia con Vincenzo Consolo de Silvio Perrella, Messina, Mesogea, 2014.
- Lo scrittore verticale. Conversazioni con Vincenzo Consolo, editado por Domenico Calcaterra, Milão, Medusa, 2014, ISBN 978-88-7698-310-8.
- Autobiografia della lingua. Conversazione con Irene Romera Pintor, ed. Ogni uomo é tutti gli uomini, 2016.
- Di zolfo e di spada. Conversazioni con Vincenzo Consolo intorno a Leonardo Sciascia de Salvatore Picone, Salvatore Sciascia Editore, 2019, ISBN 978-88-8241-498-6